# فينيسا شاو
وإسمها الكامل فينيسا إليزابيث شاو (بالإنجليزية: Vinessa Elizabeth Shaw)‏ وهي ممثلة و عارضة أزياء أمريكية، ولدت في 19 يوليو 1979 في لوس أنجلوس في ولاية كاليفورنيا في الولايات المتحدة.

## روابط خارجية
- فينيسا شاو على موقع IMDb (الإنجليزية)
- فينيسا شاو على موقع روتن توميتوز (الإنجليزية)
- فينيسا شاو على موقع ألو سيني (الفرنسية)
- فينيسا شاو على موقع أول موفي (الإنجليزية)
- فينيسا شاو على موقع قاعدة بيانات الأفلام السويدية (السويدية)
- فينيسا شاو على موقع إن إن دي بي (الإنجليزية)
- فينيسا شاو على موقع قاعدة بيانات الفيلم (الإنجليزية)
- فينيسا شاو على موقع كينوبويسك (الروسية)